# Verbena andalgalensis
Verbena andalgalensis — вид трав'янистих рослин родини Вербенові (Verbenaceae), ендемік Аргентини.

## Поширення
Ендемік Аргентини (провінція Катамарка).